# Israel Hernández Planas
Israel Hernández Planas (Santiago de Cuba, 7 de enero de 1970) es un deportista cubano que compitió en judo.
Participó en dos Juegos Olímpicos de Verano en los años 1992 y 1996, obteniendo dos medallas, bronce en Barcelona 1992 y bronce en Atlanta 1996. En los Juegos Panamericanos consiguió tres medallas entre los años 1991 y 1999.
Ganó cinco medallas en el Campeonato Panamericano de Judo entre los años 1990 y 1997.

## Palmarés internacional
| Juegos Olímpicos        | Juegos Olímpicos          | Juegos Olímpicos  | Juegos Olímpicos |
| Año                     | Lugar                     | Medalla           | Categoría        |
| ----------------------- | ------------------------- | ----------------- | ---------------- |
| 1992                    | Barcelona (España)        | Medalla de bronce | –65 kg           |
| 1996                    | Atlanta (Estados Unidos)  | Medalla de bronce | –65 kg           |
| Juegos Panamericanos    |                           |                   |                  |
| Año                     | Lugar                     | Medalla           | Categoría        |
| 1991                    | La Habana (Cuba)          | Medalla de bronce | –60 kg           |
| 1995                    | Mar del Plata (Argentina) | Medalla de oro    | –65 kg           |
| 1999                    | Winnipeg (Canadá)         | Medalla de bronce | –73 kg           |
| Campeonato Panamericano |                           |                   |                  |
| Año                     | Lugar                     | Medalla           | Categoría        |
| 1990                    | Caracas (Venezuela)       | Medalla de oro    | –60 kg           |
| 1992                    | Hamilton (Canadá)         | Medalla de plata  | –65 kg           |
| 1994                    | Santiago de Chile (Chile) | Medalla de oro    | –65 kg           |
| 1996                    | San Juan (Puerto Rico)    | Medalla de oro    | –65 kg           |
| 1997                    | Guadalajara (México)      | Medalla de oro    | –65 kg           |